# Convent de Sant Domènec (Vic)
El Convent de Sant Domènec fou un establiment dominic als, llavors, afores de la ciutat de Vic, en el raval dit de Cloquer, posteriorment carrer de Sant Francesc, avui dia anomenada rambla de Sant Domènec. L'establiment conventual allotja avui dia l'Escola d'Art i Superior de Disseny de Vic. És l'església més espaiosa de la ciutat després de la Catedral: és de nau toscana, amb creuer, i entre altres no menyspreables pintures, són notables les de l'altar major i el presbiteri executades per Llucià Romeu.
Existia anteriorment a Vic, a l'actual carrer de Sant Francesc una església i convent habitat pels franciscans, primer claustrals i després observants. El 1571 o 1574 aquests es van traslladar al Col·legi de Sant Tomàs de Riudeperes, i llavors l'edifici va passar a ser alberg d'una comunitat dominica. Pels anys 1660 el bisbe Francesc Crespí de Valldaura, religiós del mateix orde, va començar a edificar l'actual convent i església, que no va poder concloure, perquè el va sorprendre la mort el 1662. Continuà després la construcció de l'edifici a càrrec del General de l'Orde Tomàs Ripoll, i sent prior del convent el P. Fr. Francisco Gómez de Figueroa; el qual tampoc en pogué concloure la construcció, i quedà com està (això s'escrivia en 1854), la causa d'això en va ser, segons tradició, el luxe amb què s'edificava, que va disgustar a l'esmentat General.
G. Barraquer esmenta la ressenya que l'historiador vigatà Joaquim Salarich i Verdaguer fa d'alguns dels pròcers d'aquesta casa religiosa, entre ells el primer catedràtic de la Universitat, el savi PMF Jaume Albareda, mort el 1639. També van ser fills d'aquest convent i catedràtics de la universitat, el PMF Josep Bonall, mort el 1695; i el PMF Tomàs Solà, mort el 1714. Suprimida la universitat, alguns pares d'aquest convent no només van continuar sent catedràtics del Seminari de Vic, sinó que alguns foren també professors a la Universitat de Cervera, com el PMF Josep Urpià, germà del besavi matern de l'il·lustre Jaume Balmes i Urpià, mort en aquesta ciutat el 16 de juliol de 1794. Barraquer ignora el nombre de frares que componien aquesta comunitat, però opinava que devien ser uns deu. En el temps de la visita de Barraquer el temple continuava obert al culte, la una meitat del convent albergava els jutjats, i l'altra la Casa de Caritat.

## Temple

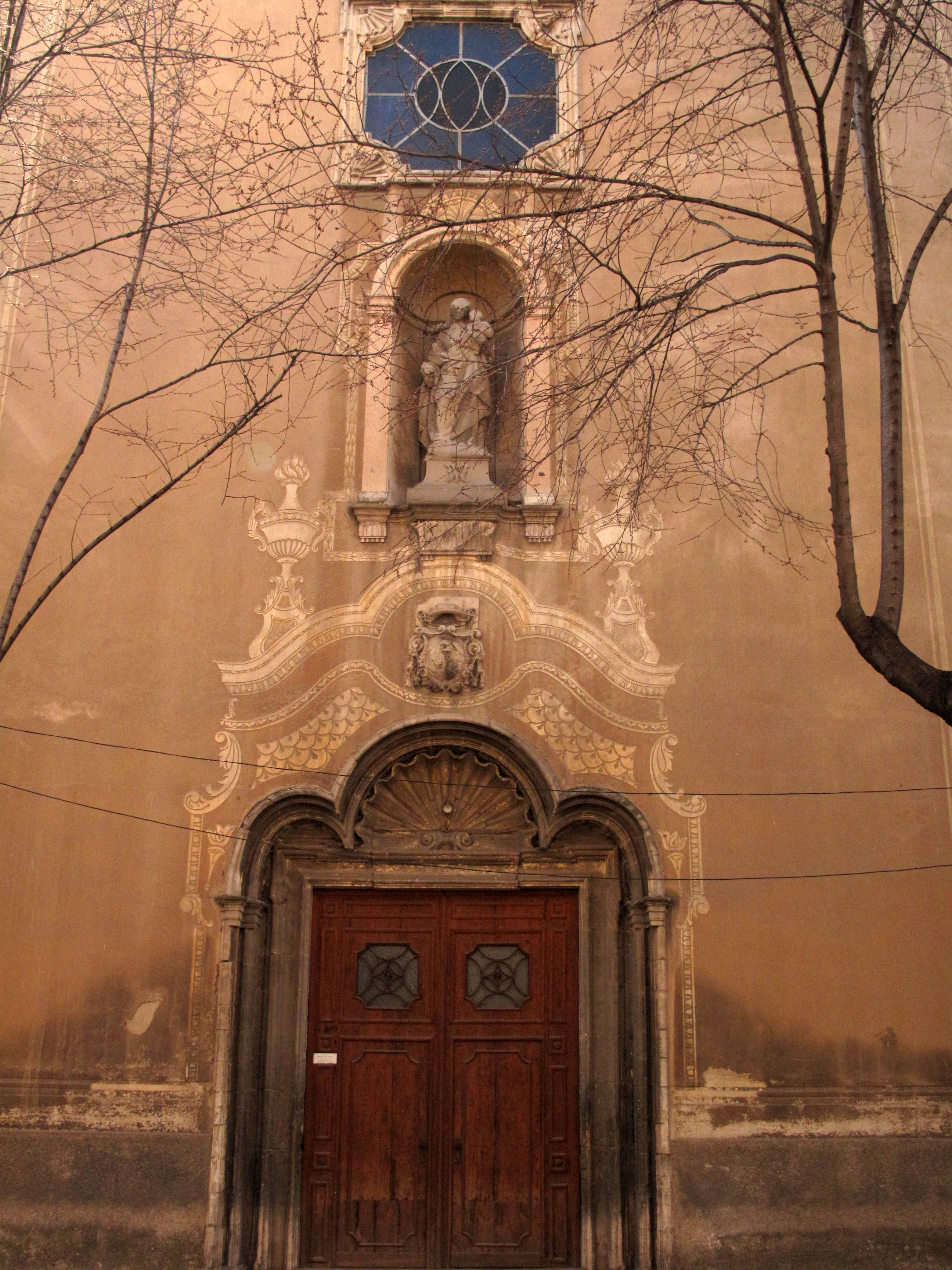
Portal d'accés al Convent de Sant Domènec on es percep una estàtua de la Verge amb el nen i un escut eclesiàstic

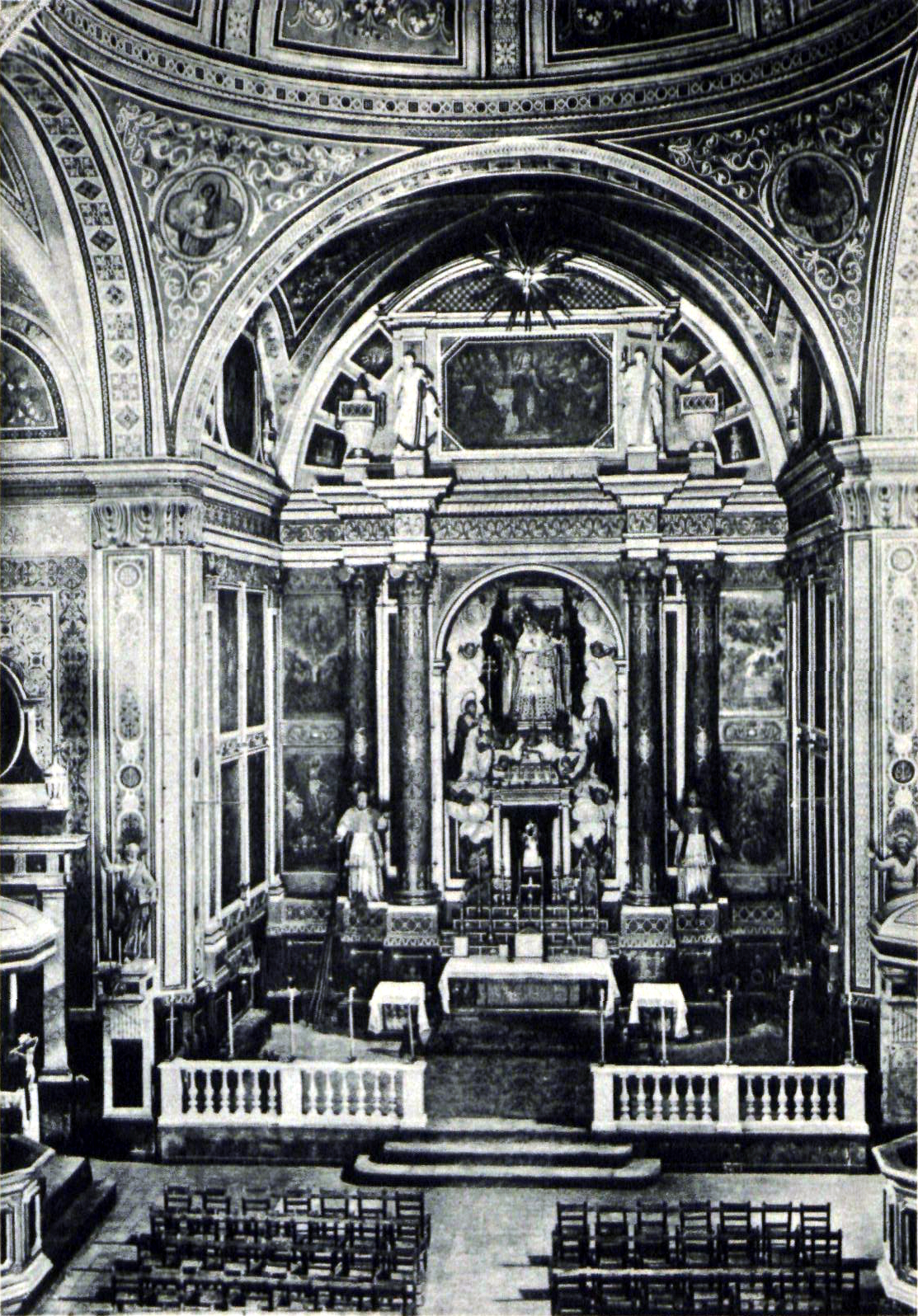
Fotografia feta el 1903 per Gaietà Barraquer i Roviralta del retaule de l'església de Sant Domènec

La façana barroca d'aquest temple i convent s'aixeca a la cara sud de la Rambla i de la ciutat. El frontis de l'església presenta una llisa paret de maçoneria, adornada només de dalt a baix en la seva línia central. Per sota, la porta té a cada costat un parell de petites columnes, amb petits capitells. S'hi recolza l'arc trilobat, que conté en el lòbul més gran, el del centre, una petxina. Sobre la porta es veu un escut d'un bisbe, que Barraquer atribueix al del constructor de l'edifici, el Bisbe Valldaura. Sobre l'escut s'obre un gran nínxol que conté una talla de mida natural, que representa la Mare de Déu del Roser. I sobre d'aquest nínxol hi ha el finestral únic de la façana, quadrat, amb adorns barrocs als quatre angles.
L'església és espaiosa, la seva nau mesura 38,50 metres de longitud per 9,95 d'amplada, amb capelles a ambdós costats de 5,70 m de profunditat cadascuna. Compta, a més del molt ample creuer, amb quatre capelles per costat amb un pas folgat que les uneix. Acull a la nau una volta semicilíndrica amb quatre compartiments separats els uns dels altres per arcs transversals, i proveïts de llunetes. Les voltes de les capelles i presbiteri tenen volta d'aresta creuada. En els pilars pugen a la nau sengles antes, que en alt acaben amb capitells de capritxoses fulles. Aquests baixen la cornisa, que envolta tot el temple. A les capelles hi ha altres antes que baixen l'arc d'entrada en elles. En temps dels frares, els murs d'aquest temple només estaven blanquejats.
El retaule major guarda perfecta consonància amb la part arquitectònica. En el seu ordre inferior presenta la taula, grades i sagrari al centre, amb un gran pedestal als costats. Al primer alt i amplíssim nínxol hi ha la Mare de Déu del Roser, als peus s'hi representen agenollats Sant Domènec i Santa Caterina de Siena. Als costats del nínxol un parell de grans columnes d'ordre compost, i després un sant dominic, papa, a cada costat. Acaba aquest ordre per la imprescindible molt accentuada cornisa, sobre la qual s'assenta com a rematada un grandíssim llenç de forma apaïsada, representant la vinguda de l'Esperit Sant. La imatge de la titular ostenta gran alçada, i està amb teles, al pas que les altres són de talla, de mida natural.
Però el que més atreu l'atenció en aquest presbiteri són la catorzena de quadres a l'oli que, amb el de la rematada del retaule presenten, els quinze misteris del Rosari. Heus aquí la ressenya dels retaules laterals:
Costat de l'Epístola
- La primera capella, o sigui la de sota el cor, en un retaule barroc de columnes salomòniques, daurat, guarda la Mare de Déu de Loreto presentada en una imatge petita.
- A la segona capella el gremi de blanquers i assaonadors hi costejaren l'estàtua esculpida de mida natural Sant Bartomeu apòstol, col·locada en un retaule barroc, pintat i daurat.
- Un retaule d'ordre corinti, pintat i daurat, acull en la tercera capella una escultura de mida natural, que representa a Sant Antoni de Pàdua. Hi fou sebollit Josep Francesc de Ferrer de Llupià Brossa, baró de Savassona (1764-1826), figura destacada durant la Guerra del Francès[1]
- A la quarta capella un retaule barroc historiat, encara que no de columnes salomòniques, pintat i daurat, presenta al Doctor d'Aquino en una escultura de mida natural.

Ocupa la testera del braç del creuer d'aquest costat un gran retaule, greco-romà, corinti, envernissat i daurat, que en un nínxol sota conté l'Ecce Homo, i en el gran, o superior, Sant Francesc d'Assís, escultura de mida natural. Al mur de la part superior d'aquest braç s'obre la porta de la Capella del Santíssim, aquella d'ordre grec, adornada en la seva rematada alt per un oval que conté un llenç a l'oli. La dita capella queda, doncs, col·locada al costat del presbiteri, i mereix especial menció per la seva semblança amb el temple, tant en les voltes i cúpula, com en el seu retaule, el qual presenta a les santes Rosa de Lima i Caterina de Siena, en estàtues d'escultura de mida natural, i a més dos llenços per costat amb Sants de l'Ordre. El retaule està daurat i envernissat. Adornen els murs laterals de la capella tres llenços, un dels quals presenta els màrtirs del Japó; i el paviment una gran llosa sepulcral de marbre amb un escut heràldic d'un cavaller i la laude que manifesta pertànyer aquella a D. Francisco Juan de Cassador i als seus.
Costat de l'evangeli
- A la primera capella, o de costat del frontis, es venera a Santa Llúcia, col·locada en un retaule barroc, però no de columnes salomòniques, daurat i envernissat.
- La porta del claustre substituïa al retaule en la segona capella.
- La tercera ofereix a la pública devoció un Sant Crist de mida natural, ja en un retaule de les mateixes condicions del de la primera capella.

Un gran llenç a l'oli, d'uns dos metres de longitud, presenta a la quarta capella a Sant Gonçal d'Amarante, col·locat el llenç en el seu retaule d'ordre jònic, pintat i daurat. A la testera del braç del creuer un retaule exactament igual al qual es confronta, o sigui al braç oposat braç, guarda al nínxol o aparador sota la imatge de la Beata Joana d'Aza, i en el gran nínxol alt una bona estàtua de mida natural de Sant Domènec. També aquest braç a la part superior llueix la bella porta de l'oposat costat i amb els mateixos ornaments; però aquí en lloc de va té un retaule corinti amb la Verge de la Bonanova, estatueta de marbre d'uns 60 centímetres, vestida per sobre de la talla. Llueixen, doncs, els retaules d'aquest temple pel seu barroquisme i la seva riquesa.
El cor hi ha una filera de cadires de fusta fosca, proveïdes d'alts respatllers. El de la cadira central conté un llenç d'uns dos metres d'altura, i representa una aparició de la Verge en el cor. S'hi llegeix aquest lema: «Beata Maria Virgo FF Praedicatores ad psallendum sapienter in choro adhorta-Batur his verbis: fortiter, viri fortes». Els respatllers de les restants sis cadires de cada costat tenen sengles llenços, d'obra d'un metre, amb un sant de l'orde a cadascun, de mig cos. Hi havia segons notícia de orgue, situat al costat del cor.
El paviment del temple té algunes lloses sepulcrals, entre les quals considero dignes de menció per les seves escultures 01:00 del presbiteri, i una altra barroca bellíssima del braç oriental del creuer.
Al costat de l'Evangeli del presbiteri hi ha la sagristia, dotada de la seva corresponent còmoda-armari de fusta fosca, d'ordre barroc, força historiada de motllures d'aquest ordre. Penjat al mur es veu un llenç bell que representa Santa Caterina de Siena. Des de la sagristia s'obre a esquena del retaule major un passadís que duu a la Capella del Santíssim, i en el seu terra hi ha una llosa sepulcral amb una figura en baix relleu representant un bisbe, que segons resa el seu laude no és altre que Don Francesc Crespí de Valldaura, dominic, que va començar la construcció, bé que la mort li va impedir acabar-la. La Verge té cambril hi ha alguns llenços.
Al costat de l'Epístola al costat del presbiteri s'aixeca el campanar, que és de secció quadrada, la qual en arribar a l'altura de la teulada de la cúpula es vuitava, i a més la seva contextura de maçoneria la converteix en polits carreus. Presenta una finestra en cadascuna de les vuit cares. Acaba a la part alta per una balustrada barroca.

## Convent

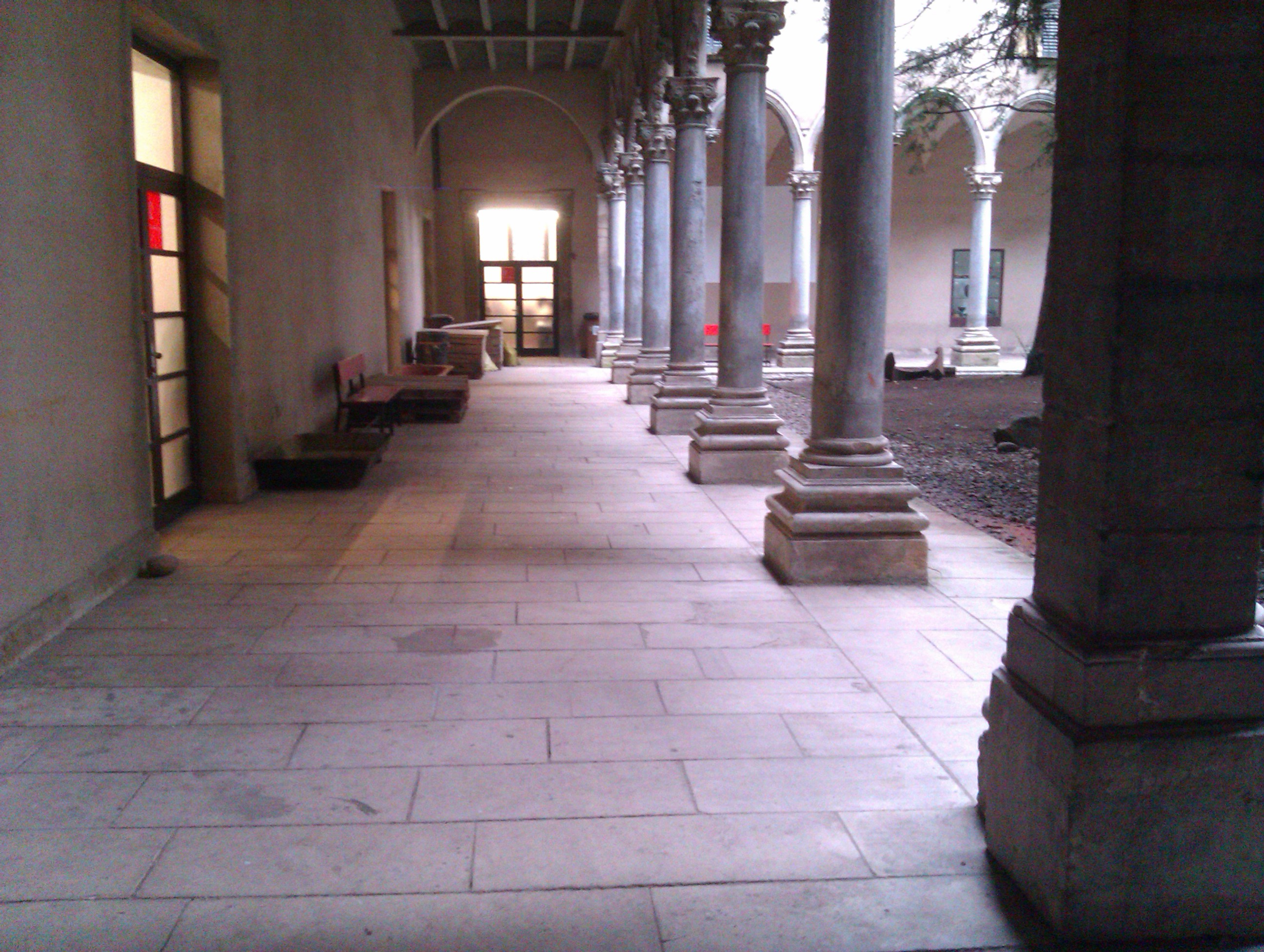
Imatge del claustre, avui usat pels estudiants de l'Escola d'Art de Vic

A l'est del temple hi ha el convent un edifici de dos pisos alts, que envolta un claustre quadrat de 27,90 metres de costat incloses les galeries, d'una amplària de 3,35 cadascuna d'elles. Cadascuna compta amb sis arcs sostinguts per esveltes columnes de marbre marró del país, que reposen sobre un treballat pedestal de pedra i bases àtiques, i acaben per bells capitells d'ordre compost. Els també arcs esculpits estan dividits en dos, però els caps d'aquests que venen a unir-se al centre, no donen suport en columna ni suport algun, i queden així graciosament suspesos enlaire. No són menys preciosos els tasques dels arcs, re-entrants en la seva meitat a l'estil àrab, en què hi ha figuretes esculpides, flors i altres capritxos, formant un conjunt agradable i ric. Acull a la galeria occidental preciosa volta dividida en compartiments per arcs transversals que arrenquen de cada columna, i adornats aquells de dues llunetes en cada terme i més de florons esculpits al centre d'ells. L'ala meridional té la volta en construcció, i les dues restants no en tenen. La cisterna del centre del pati llueix igualment el seu brocal de pedra esculpida.
Al primer pis alt per una folgada escala d'esglaons de marbre cendrós; la qual escala en un dels seus replans ostenta en el mur una capella o nínxol barroc de pedra treballada. Els pisos alts van substituir les galeries del claustre per típics balcons de mènsula, o sigui llosa, brancals, i llindes de carreus ben treballats. Donen al pati els corredors, i l'exterior les cel·les; que consten de sala, alcova i recambra de mides no menyspreables.
L'angle NE del convent llueix en el seu exterior, a nivell del primer alt, un nínxol amb un Sant Tomàs de mida natural, barroc, de pedra, de molt bona factura, obra de l'escultor vigatà Jacint Morató, de la primera meitat del segle xviii.
La casa no tenia horta contigua a l'edifici, però sí a l'altre costat del riu, al lloc de l'antic convent, al carrer de Sant Francesc, encara coneguda a principis del s. XX com l'horta dels frares, l'escut d'armes té sobre la porta. Heus aquí la ressenya de les propietats d'aquest convent que en fa G. Barraquer a partir de registres notarials:
- Una casa amb hort, al carrer de Sant Francesc de Vic, dotada de sis habitacions, tocant amb aquesta horta, al sud amb la casa i horta d'un senyor Vila, a l'oest amb l'esmentat carrer, i als nord amb la casa i pati de Don Antonio Rovira
- Al terme de la mateixa ciutat de Vic una peça de terra anomenada Camp de l'era closa, d'unes 6 quarteres d'extensió, al costat de la part posterior de les cases de la cara occidental del carrer de Sant Francesc, i entre aquestes i el camí que condueix a Taradell.
- Al costat del temple, i en fila a la Rambla, tres cases amb sengles horts, numerades el 1844. Amb el número 151, limitava a l'est amb el temple del mateix convent, al nord amb la Rambla, a l'oest amb la número 152, ja al sud amb l'horta dels pares trinitaris. La número 152, tocant a l'est amb l'anterior, al nord amb la Rambla, a l'oest amb l'esmentada horta dels trinitaris. I la 153 que limitava a l'est amb l'anterior, al nord amb la Rambla, a l'oest amb un particular i al sud amb aquest hort de Trinitaris.
- Al costat de la casa anomenada a Vic de Sant Sixt, una altra peça de terra de 2 quarteres i 4 quartanes
- Al terme de Vic dues peces de terra, dites una “Torre de Bona jas ”i una altra “Soleya de la Torre”, de cabuda en junt 2 quarteres, 8 quartanes
- Tres altres peces de terra situades en el mateix terme de la ciutat, denominades una "Desviament del riu Gurri", de 3 quarteres, una altra dita “Forcada” d'una quartera, i la tercera d'en Pau Serra de 2 quarteres
- Al terme de Vic una altra peça de terra anomenada “Camp de la Roqueta”, d'unes 4 quarteres
- Al terme de Tona (Osona) un camp de prop de 2 quarteres de bona qualitat dit “camp dels frares”